# Stelle principali della costellazione dell'Ofiuco
Segue un prospetto delle stelle principali della costellazione dell'Ofiuco, elencate per magnitudine decrescente.